# El convent
El convent (títol original: O Convento) és una pel·lícula portuguesa dirigida l'any 1995 per Manoel de Oliveira, amb Catherine Deneuve i John Malkovich, basat en la novel·la As Terras do risco d'Agustina Bessa-Luís. Ha estat doblada al català.

## Argument
Michael Padovic (John Malkovich), un professor estatunidenc, després d'haver estudiat la vida de Shakespeare amb atenció, elabora la tesi que aquest era espanyol i jueu. Va llavors amb la seva dona Hélène (Catherine Deneuve) a un convent portuguès, on pensa poder trobar documents que confirmin la seva tesi. En aquest convent, són acollits per un estrany guardià que és el seu hoste durant tota l'estada.

## Repartiment
- John Malkovich: el professor Michael Padovic
- Catherine Deneuve: Hélène
- Luís Miguel Cintra: Baltar
- Leonor Silveira: Piedade

## Premis i nominacions
- 1995: Festival de Cannes: Nominada a la Palma d'Or (millor pel·lícula)
- 1995: Festival de Sitges: Secció oficial de llargmetratges a concurs

## Crítica
- "Peça lliure de lligams en què les referències més dispars (de Shakespeare a Goethe passant per Homer) s'entrellacen en un tapís tan suggeridor com subversiu"[3]
- "Obra inquietant i fosca (...) acolliment amb fredor a Cannes"[4]